# T. Evans Wyckoff Memorial Bridge
Le T. Evans Wyckoff Memorial Bridge a été construit pour permettre le développement occidental du musée de l'aéronautique de Seattle dans l'état américain de Washington. Il permet de relier les parties Est et Ouest séparées par une voie publique. L'ouvrage a été nommé en mémoire d'un mécène du musée.
L'aspect du pont évoque une traînée de condensation. L'ouvrage comprend également des effets de lumières en technologie LED et un système de sonorisation unique.